# Kaspar Müller (Schreiner)
Kaspar Müller (auch Galgen-Kaspar genannt; * 5. Januar 1796 in der Josephslust bei Niederraunau; † nach 1830 vermutlich in Augsburg oder Lichtenau) war ein deutscher Schreiner, der sich zu einem Wilderer im bayerischen Schwaben im Gebiet von Ursberg, Babenhausen und Pfaffenhausen entwickelte. Der Galgen-Kaspar wird auch als das schwäbische Pendant des  Bayerischen Hiasl aufgefasst.

## Namen

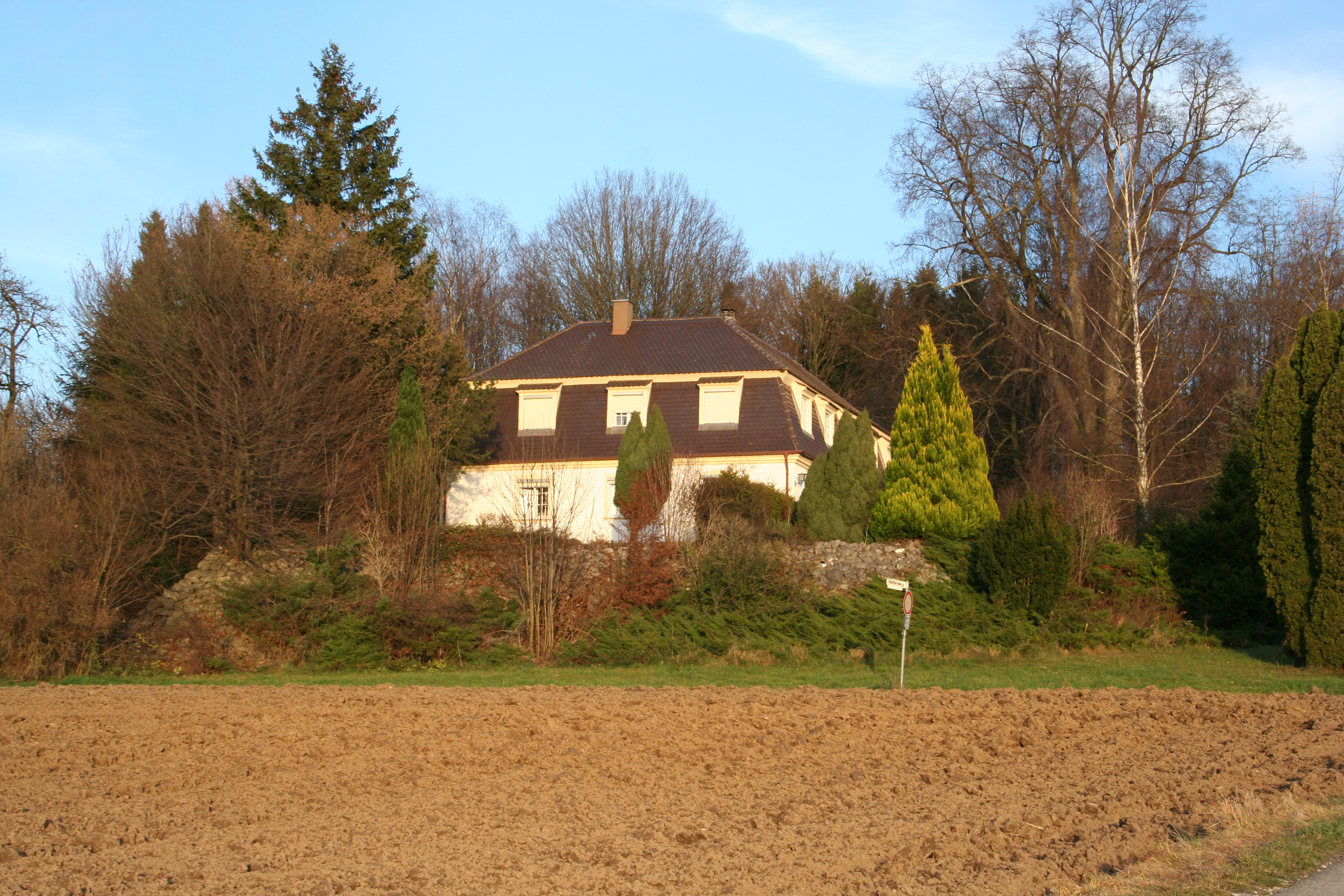
Josephslust, das Mansardendachgebäude, in dem Kaspar Müller geboren wurde

Kaspar Müller war der Sohn des herrschaftlichen Baumeisters Michael Müller und seiner dritten Frau Anna. Seinen Spitznamen Galgen-Kaspar soll er von seiner Mutter erhalten haben. Sie soll häufig zu ihm – wegen der vielen Späße in seiner Jugendzeit – gesagt haben: „Auf dem Galgen bist du geboren, am Galgen wirst du sterben.“ Sie bezog sich dabei auf seinen Geburtsort, das klassizistische Mansardendachgebäude Josephslust, dem Ort des historischen Hochgerichts von Niederraunau.

## Leben
Kaspar Müller gab seinen Beruf als Schreiner auf und verlegte sich anschließend auf die Wilderei. Die Bauern sollen ihm wohlgesinnt gewesen sein und hätten ihn häufig mit Lebensmitteln versorgt. Sie versprachen sich von ihm, dass er den Wildbestand dezimieren würde, der ihre Ernte bedrohte.
Kaspar Müller soll am 14. Mai 1830 vor dem Dorf Haupeltshofen den Gendarmen Eberle vor mehreren Zeugen mit einem Schuss getötet haben. Nach dem tödlichen Schuss soll er gesagt haben: „Meine Herren, ich kann noch einmal schießen“. Nach dieser Tat wurde die Suche nach ihm intensiviert. Am 30. Juni 1830 wurde er bei Ursberg im Wald zwischen Niederraunau und Mindelzell mit seiner Konkubine Ursula Schmidt gefasst. Dort hatten sich die beiden in einem Gebüsch versteckt. Man fand bei ihm einen geladenen Stutzen, eine Pistole, ein Stilett, Pulver und Blei und ein Feuerzeug.

## Gericht
Verurteilt wurde Kaspar Müller am 3. Juli 1830 in Memmingen. Von dort wurde er zunächst nach Kaisheim in die dortige Korrektionsanstalt überführt. Am 9. Oktober 1830 erfolgte seine Überführung nach Augsburg, wo er wegen weiterer Straftaten erneut vor Gericht gebracht werden sollte. Zu diesem Zeitpunkt war er offensichtlich bereits schwer erkrankt. Es wird berichtet, dass er in ein Augsburger Krankenhaus überführt werden sollte, wozu es allerdings nicht kam. Müller wurde offensichtlich zu acht Jahre Zuchthaus verurteilt und im September 1831 in das Zuchthaus nach Lichtenau überführt worden. Sein weiteres Schicksal ist nicht bekannt.
Seine Konkubine Ursula Schmidt aus Niederraunau wurde zunächst in Ursberg, anschließend in Zusmarshausen und später in Augsburg festgesetzt.

## Erinnerungen
Auf einer Postkarte ist der Gewehr tragende Galgen-Kaspar mit folgendem Hinweis porträtiert: „Pflegte fleißig das Weidwerk zur Freude der Bauern, zum Ärger der Jagdherrn; revidierte unangekündigt Privatkassen, Vorratskammern, Schweineställe u. s. w. und starb als Pensionär, wahrscheinlich in der Villa am Katzenstadel (= Justizvollzugsanstalt) bei Augsburg.“